# Francis Méano
Francis Méano (* 22. Mai 1931 in Puyloubier, Département Bouches-du-Rhône; † 25. Juni 1953 nahe Witry-lès-Reims, Département Marne) war ein französischer Fußballspieler.

## Biographie
Im April 1949 hatte der 17-jährige, schmächtige Linksaußen, der für AS Aix-en-Provence spielte, mit der französischen Juniorennationalmannschaft die Junioren-Europameisterschaft in Amsterdam gewonnen und war kurz darauf von Stade de Reims verpflichtet worden, das wenige Wochen später zum ersten Mal in der Vereinsgeschichte den französischen Meistertitel gewann. Beabsichtigt war, den talentierten Südfranzosen in der zweiten Mannschaft aufzubauen, die 1948 auch französischer Amateurmeister geworden war. Aber Francis Méano überzeugte in der Vorbereitungszeit auf die neue Saison den Spielertrainer Henri Roessler, wodurch er beim Saisonauftakt im August 1949 in der Profimannschaft stand. Am zweiten Spieltag erzielte er in Rennes sein erstes Tor in der Division 1, und 14 Tage später ließ er im Pariser Prinzenpark gegen den Racing Club zwei Tore in einem Spiel folgen. Einen Monat später, im Oktober 1949, wurde der junge Stürmer bereits in der B-Nationalelf eingesetzt und am 11. Dezember folgte sein erster Einsatz für die französische A-Elf.
Am Ende der Saison 1949/50 stand Reims auf dem vierten Tabellenplatz und hatte erstmals den Landespokal (Coupe de France) gewonnen. Méano waren auf dem Weg dahin unter anderem im Sechzehntelfinale vier Tore gelungen. Im Endspiel traf er in der 81. Minute zum vorentscheidenden 1:0 – wieder in Paris gegen den Racing Club.
Mit zwölf Ligatoren war Méano in seiner ersten Saison bei den Herren der treffsicherste Spieler der Rot-Weißen geworden. Diese Leistung ist umso höher zu bewerten, als Reims schon in diesen ersten Nachkriegsjahren mit Pierre Sinibaldi, Pierre Flamion, Pierre Bini und dem ebenfalls zu Saisonbeginn in die Champagne gekommenen niederländischen Goalgetter Bram Appel über weitere torhungrige Angreifer verfügte.
In der Folge verpflichtete der neue Spielertrainer Albert Batteux Méano dazu, stärker die Außenposition zu halten und die Innenstürmer mit Vorlagen zu füttern, zumal 1951 mit Raymond Kopa ein weiterer torgefährlicher Offensivspieler zu Stade Reims gestoßen war. Die Umsetzung der Konzeption des Trainers, die Reims im folgenden Jahrzehnt zu einer der besten europäischen Mannschaften werden ließ, führte zu Anpassungs- und Umstellungsproblemen; die Elf aus dem Stade Auguste-Delaune landete in der Liga 1951 und 1952 jeweils auf Rang 4 und konnte auch den Pokal nicht verteidigen. Trotzdem traf Méano weiterhin regelmäßig und hatte seinen Stammplatz im Verein sicher. Anders in der Équipe Tricolore: das Auswahlkomitee des Fußballverbandes hatte ihn nach seinem Debüt offenbar für „zu leicht“ befunden und besetzte den linken Flügel lieber mit André Doye aus Bordeaux bzw. Pierre Flamion, der Reims 1950 verlassen hatte.
Im Oktober 1952 stand er erneut in der Nationalmannschaft, die mit einem 2:1-Sieg über Österreich aus Wien zurückkehrte. In der Liga brachte es die mit Léon Glovacki weiter verstärkte Offensive am Ende auf 86 Tore (elf davon durch den Linksaußen), die Abwehr ließ nur 36 Gegentreffer (in 34 Spielen) zu, die Mannschaft hatte ihre Idealformation gefunden (nur 14 eingesetzte Spieler) und am Ende hieß der französische Meister Stade de Reims. Im letzten Saisonspiel war der Gegner übrigens der gleiche wie am zweiten Spieltag 1949: Stade Rennes wurde 5:1 deklassiert und Méano, der zwei Tage vorher, an seinem 22. Geburtstag, geheiratet hatte, erzielte wie damals ein Tor. Als Landesmeister für die Coupe Latine qualifiziert, traf Reims Anfang Juni in Portugal zunächst auf den FC Valencia (2:1) und besiegte im Endspiel den AC Mailand (3:0). Kopa schoss drei Tore, Méano steuerte in beiden Partien je einen Treffer bei und erhielt insbesondere nach dem Finale glänzende Kritiken.
Am Nachmittag des 25. Juni 1953 rasten auf der schnurgeraden Route Nationale 51 unweit Reims ein mit Grabsteinen beladener Transporter und ein Pkw ineinander. Keiner der sechs Fahrzeuginsassen überlebte den Zusammenstoß. In dem Pkw saßen Francis Méano, seine Ehefrau, sein Vater, sein Schwager Antonio Abenoza (bis 1952 zweiter Torwart bei Stade Reims) und dessen Ehefrau.
Am 50. Jahrestag seines Ablebens im Jahr 2003 benannte seine Heimatgemeinde Puyloubier das örtliche Stadion nach Francis Méano. Auch sein drei Jahre jüngerer Bruder Guy war Berufsfußballer.

## Palmarès
- Französischer Meister: 1953
- Französischer Pokalsieger: 1950
- Gewinner der Coupe Latine: 1953
- 114 D1-Einsätze, 45 Tore
- 2 A-Länderspiele (1949 und 1952)